# 2007 VK184
2007 VK184 – planetoida z grupy Apollo należąca do obiektów NEA.

## Odkrycie
2007 VK184 Została odkryta 12 listopada 2007 roku w programie Catalina Sky Survey; nazwa planetoidy jest oznaczeniem tymczasowym. Po jej odkryciu planetoida otrzymała 1 stopień w skali Torino.

## Szacunki zagrożenia uderzeniem w Ziemię
Na podstawie pierwszych 95 obserwacji obiektu, wykonanych w ciągu 35 dni, prawdopodobieństwo, że planetoida uderzy w Ziemię w czerwcu 2048 szacowano na ok. 0,032%.
Prawdopodobnie w dniu 6 stycznia 2008 NASA zaktualizowała dane odnośnie do oceny prawdopodobieństwa uderzenia w Ziemię. 7 stycznia 2008 szacowane ono było (na podstawie 99 obserwacji prowadzonych w okresie 52 dni) na 0,038% (czyli 1 do 2630).
Kolejne szacunki, uwzględniające 101 obserwacji do 11 stycznia 2008 (okres 60 dni), prawdopodobieństwo uderzenia określały na 0,055% (1 do 1820). Z powodu braku późniejszych obserwacji, według stanu z listopada 2013 roku, ocena ta była nadal aktualna.